# Grycksbo
Grycksbo is een plaats in de gemeente Falun in het landschap Dalarna en de provincie Dalarnas län in Zweden. De plaats heeft 1781 inwoners (2005) en een oppervlakte van 255 hectare. De plaats ligt ongeveer twaalf kilometer van de stad Falun, aan de weg naar de plaats Rättvik.

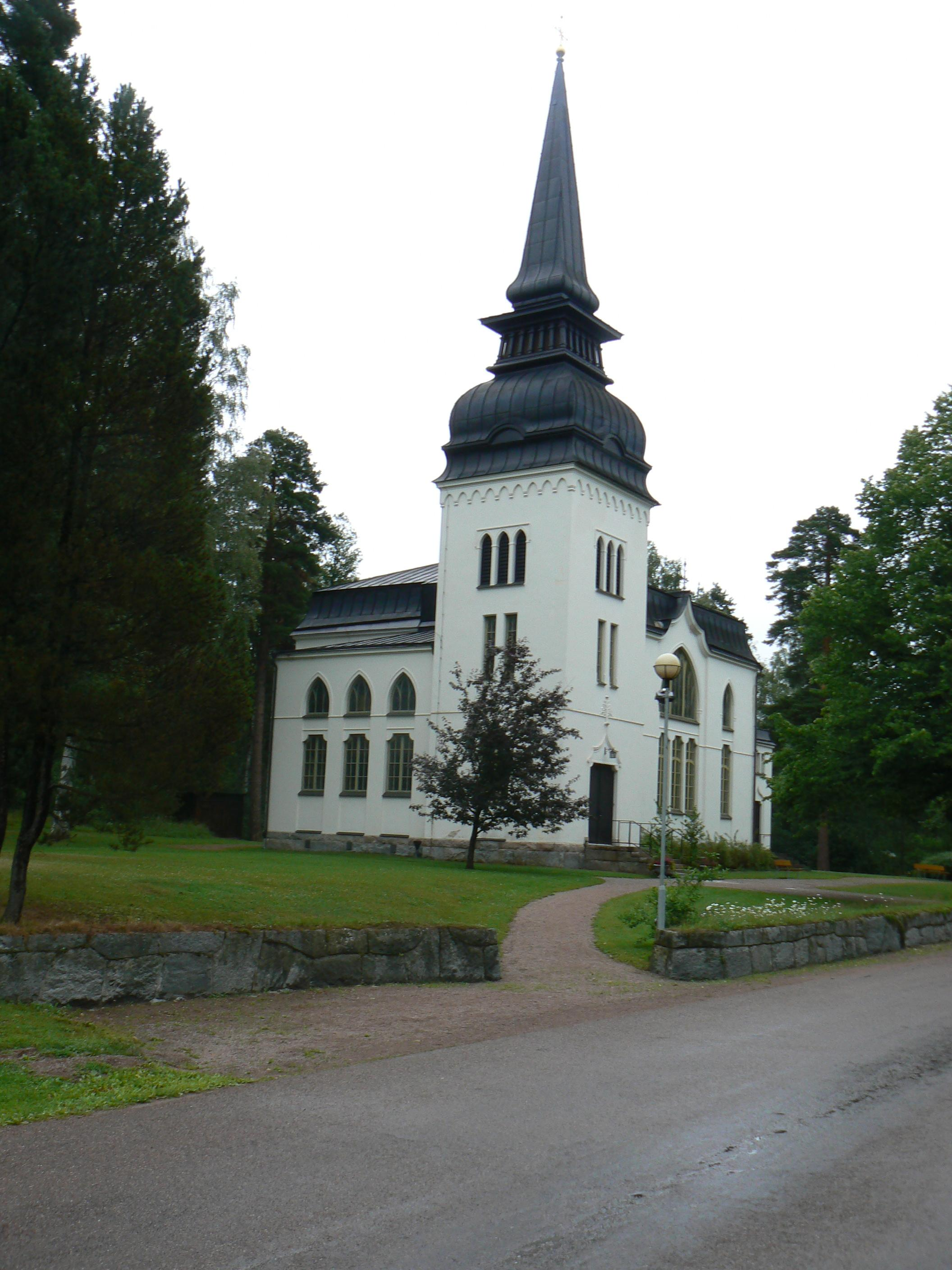
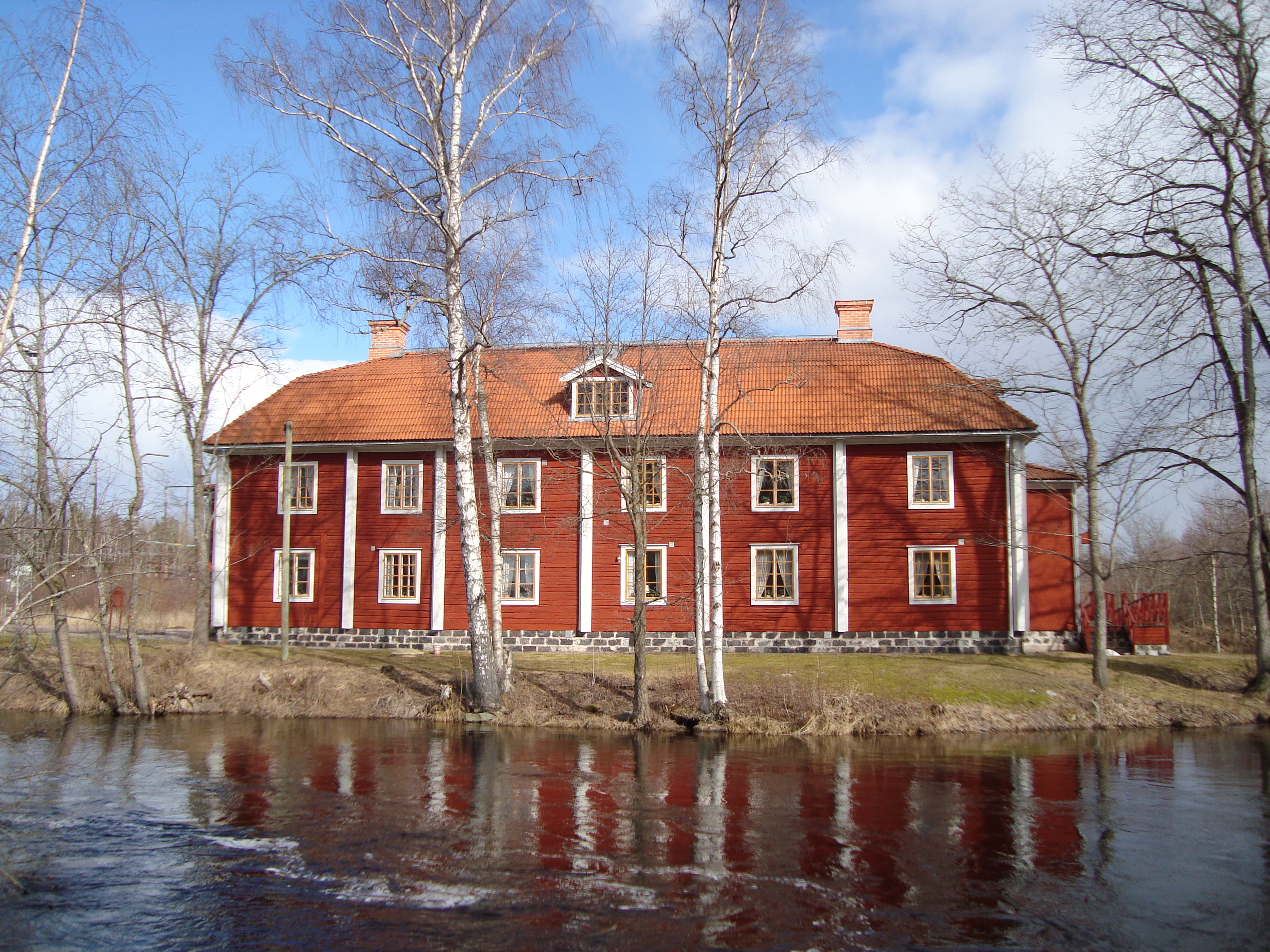

## Verkeer en vervoer
Bij de plaats loopt de Riksväg 69.
De plaats ligt aan een spoorlijn.